# Nationalpark Otuquis
Der Nationalpark Otuquis (offizieller Name: Parque Nacional y Área Natural de Manejo Integrado (ANMI) Pantanal Otuquis) liegt im Südosten des Departamento Santa Cruz in Bolivien, im Dreiländereck Brasilien-Bolivien-Paraguay. Er wurde 1997 gegründet und ist mit einer Fläche von 10.059 km² der größte Nationalpark im Pantanal, dem größten Binnenland-Feuchtgebiet der Welt.  

## Ökologie

### Klima
Das Klima im Park ist subtropisch. Die Jahresmitteltemperatur schwankt zwischen 21 °C und 31 °C. Im Winter sinkt die Temperatur gelegentlich unter 2 °C aufgrund der kalten Winde aus dem Süden. Der Niederschlag schwankt zwischen 702 mm und 1558 mm. 

### Flora
Die Vegetation besteht aus hohen und niedrigen Wäldern, die nur einen Teil ihrer Blätter abwerfen, Galeriewäldern, Chaco-Buschwald, Copernicia alba, Attalea phalerata-Palmen, Wasserpflanzen, Terminalia argentea, Tabebuia aurea, Cedrela fissilis, Gallesia integrifolia, Praecereus saxicola, Astronium urundeuva, Lapacho-Bäumen (Handroanthus impetiginosus) und Yopo (Anadenanthera colubrina), das als psychoaktive Droge verwendet wird.

### Fauna
Im Nationalpark wurden 59 Säugetier-, 50 Fisch-, 5 Reptilien- und eine große Zahl von Vogelarten registriert, darunter Konzentrationen großer Wasservögel. Zu den herausragenden Tierarten gehören Jaguar, Puma, Tayra, Mähnenwolf, Waldhund, Sumpfhirsch, Südamerikanischer Fischotter, Riesenotter, Jabiru, Kaimane und Piranhas. 

## Bevölkerung
Die Gegend weist aufgrund der häufigen Überschwemmungen eine sehr geringe Besiedlung auf. Innerhalb des Nationalparks gibt es 18 Estancias und kleine Gehöfte; die Einwohnerzahl wird auf 400 Personen geschätzt. Die einzige Straße durch den Nationalpark führt von Puerto Busch zur Estancia Santa Elena. Die nächstgelegene Stadt Puerto Suárez ist von Santa Cruz mit der Eisenbahn und auf der Landstraße zu erreichen.

## Bedrohungen
Der Ausbau der Ruta 4 führt zu einem wachsenden Einfluss menschlichen Handelns auf den Nationalpark. Die Straße führt direkt nördlich am Nationalpark vorbei und ihr südöstlichstes Ende, der Abschnitt Puerto Suárez – Puerto Busch, führt durch das Gebiet des Nationalparks. Aufgrund der regelmäßigen Überschwemmungsereignisse wurde die Straße auf einem Damm gebaut, der den natürlichen Fluss des Wassers behindert. Außerdem wurden für die Gewinnung des Materials für den Bau des Damms Gräben ausgehoben, die den gleichen Effekt haben. Für den Bau von kleinen Brücken wurden Palmen gefällt.
Die für den Bergbau in El Mutún freigegebenen Flächen reichen bis an den Nationalpark Otuquis heran. Der Bergbau führt zwingend zur Bewegung großer Mengen von Boden und Gestein. Es ist zu befürchten, dass es zu Kontamination durch Phenole, Oxide und Schwermetalle kommen könnte.
Weitere Bedrohungen sind Feuer (vergleiche Pantanal#Waldbrände im Pantanal 2020), Viehhaltung, Landwirtschaft, Besiedlung der Randgebiete des Nationalparks, Holzentnahme, Jagd und Fischfang.